# H
 Тази статия е за латинската буква.  За химичния елемент вижте Водород.  
H е осмата буква от базовата латинска азбука. В английския език буквата се нарича „ейч“, във френския – „аш“, в немския – „ха“.
В английския език буквата означава звука /h/ (например в Hi), но в началото на някои думи не се произнася (hour, honor). Също така се появява в комбинация с други съгласни – ch, th и sh.
В романските езици като испански, италиански или френски, буквата h обикновено не се произнася.
В немския език h представлява звука /h/, но само в сричка преди гласна (Hand). След гласна не се произнася, а показва, че тя е дълга (sehen, hohe). Също така се появява в комбинация с други съгласни – ch, th и sch.